# الغواصة الألمانية يو-821
غواصة يو-821 غواصة يو بوت ألمانية من الفئة السابعة سي بنيت لسلاح بحرية ألمانيا النازية كريغسمارينه، في أحواض أودرفيرك في شتشين خلال الحرب العالمية الثانية.